# حیدر جمال
حیدر جاهدویچ جمال (به روسی: Гейдар Джахидович Джемаль، ترکی آذری، آوانگاری: Heydər Cahid oğlu Camal) (زادهٔ ۱۰ ژوئن ۱۹۴۷ در مسکو اتحاد جماهیر سوسیالیستی شوروی – ۵ دسامبر ۲۰۱۶ آلماتی قزاقستان) سیاست‌مدار، نویسنده، فیلسوف، موسس و رئیس کمیته اسلامی روسیه (تأسیس در ۱۹۹۵) بود.
حیدر جمال، زاده مادری روس و پدری آذربایجانی است. وی از انستیتوی زبان‌های شرقی دانشکده کشورهای آسیا و آفریقا وابسته به دانشگاه دولتی مسکو فارغ‌التحصیل گردیده‌است.

## فعالیت‌های تلویزیونی
جمال بین سال‌های ۱۹۹۳ تا ۱۹۹۶ مجری برنامه‌های تلویزیونی در شبکه‌های تلویزیونی مانند برنامه "حالا" در کانال یک روسیه، "همه سوره‌های قرآن" در کانال فرهنگ روسیه (راشا-کی) و "هزار و یک روز" در شبکه آرتی‌آر-پلنتا بود.

## کتاب‌ها و مقالات
وی مقالات زیادی در نشریات روسیه چاپ کرده و شش کتاب در موضوع دین و فلسفه اسلامی نوشته است. شناخته شده‌ترین کتاب او "آزادی اسلام" است که برخی جامعه‌شناسان، مانند بوریس کاگارلیتسکی مضمون این کتاب را "مقاومت با سیستم جهانی ظلم و بی‌عدالتی" دانسته‌اند.

## دیدگاه‌های مذهبی و جهانی
برخی نوشته‌اند حیدر جمال از دید کلی، پیرو فرقه شیعه جعفری بوده، اما اندیشه‌های خاص و مستقل خود دربارهٔ اسلام و مسلمانان را داشت.
برخی او را یک فیلسوف خفیه‌گرا و برخی دیگر یک اسلامگرای انقلابی خوانده‌اند. برخی از او به عنوان یک افراط‌گرا و برخی به عنوان فردی حاشیه‌گزین نام برده‌اند. برخی از اندیشه‌های وی با وهابیت و اسلام‌گرایی افراطی در خاورمیانه قابل قیاس است.
وی مخالفت روحانیان اسلامی تأیید شده توسط دولت روسیه بود و می‌گفت که: "آنها از شنل (ردای) استالین بدر آمده‌اند."
وی مبارزه ایده‌هایی چون تبعیض دینی، لیبرالیسم، جهانی‌گرایی و صهیونیسم بود.
از دید او "جهان کهن" یعنی قلمرو ظهور ادیان ابراهیمی در مقابل "جهان نو" که آمریکا سمبل آن است قراردارد.

## فعالیت در حزب‌های سیاسی
وی از رهبران جنبش اجتماعی میراث اسلامی روسیه و از اعضای دائمی سازمان کنفرانس مردمی اسلامی و عربی بود.
او از پایه‌گذاران حزب نهضت اسلامی تاجیکستان در دهه ۱۹۹۰ بود.

## مخالفت با پوتین
همچنین یکی از مبتکران تأسیس جبهه چپ روسیه و از اعضای انجمن ملی روسیه (یکی از ائتلاف مخالف ولادیمیر پوتین) است که در اقدامات شناخته شده با نام "راهپیمایی ناراضیان" از سال ۲۰۰۵ تا ۲۰۰۸ شرکت داشت. در ماه مارس ۲۰۱۰ بیانیه‌ای زیر عنوان "پوتین باید برود" انتشارداد.

## دیدگاه در مورد دیگر کشورها

### اسرائیل
او از حامیان ایده محمود احمدی‌نژاد برای تشکیل دیوان بین‌المللی کیفری برای مجازات اسرائیل است.

### آذربایجان
جمال، روسیه را به بهره‌جویی از جنگ قره باغ متهم کرده و گفته که اگر روسیه در این جنگ مداخله نمی‌کرد مسئله قره باغ خیلی زودتر حل می‌شد.

### ارمنستان
به نظر او، دولت ارمنستان به خاطر بحران اقتصادی و نرخ بالای کاهش جمعیت خود باید منحل شود.

### چچن
حیدر جمال از اصلان مسخدف رهبر شورشیان منطقه چچن در زمان جنگ اول چچن (که در سال ۲۰۰۵ توسط نیروهای ویژه روسیه کشته شد)، به عنوان "شهید" نام برد.

## دیدگاه منتقدان
مخالفانش او را به تحریک جنگ داخلی تاجیکستان متهم می‌کنند.
او دستکم دو بار به بنیادگرایی و انتشار افکار جهادی، متهم شده‌است.